# .by
.by е интернет домейн от първо ниво за Беларус. Администриран е от Държавния център за информационна сигурност при президента на Република Беларус (Государственный центр безопасности информации при Президенте Республики Беларусь). Представен е през 1994 г.